# 북위 19도
북위 19도는 적도에서 북쪽으로 19도 떨어진 위선이다. 아프리카, 아시아, 태평양, 북아메리카, 대서양을 지난다.

## 지나가는 지역
본초 자오선에서 동쪽으로 북위 19도는 다음 지역을 지나간다.
| 좌표                                                    | 나라, 지역, 해역 | 주석 |
| ------------------------------------------------------- | ---------------- | --- |
| 북위 19° 0′ 동경 0° 0′  / 북위 19.000° 동경 0.000°      | 말리             | |
| 북위 19° 0′ 동경 3° 16′  / 북위 19.000° 동경 3.267°     | 알제리           | |
| 북위 19° 0′ 동경 3° 32′  / 북위 19.000° 동경 3.533°     | 말리             | |
| 북위 19° 0′ 동경 4° 14′  / 북위 19.000° 동경 4.233°     | 니제르           | |
| 북위 19° 0′ 동경 15° 38′  / 북위 19.000° 동경 15.633°   | 차드             | |
| 북위 19° 0′ 동경 24° 0′  / 북위 19.000° 동경 24.000°    | 수단             | |
| 북위 19° 0′ 동경 37° 24′  / 북위 19.000° 동경 37.400°   | 홍해             | |
| 북위 19° 0′ 동경 41° 9′  / 북위 19.000° 동경 41.150°    | 사우디아라비아   | 예멘 최북단 오만과의 경계를 살짝 지나감                                                                                         |
| 북위 19° 0′ 동경 52° 0′  / 북위 19.000° 동경 52.000°    | 오만             | |
| 북위 19° 0′ 동경 57° 50′  / 북위 19.000° 동경 57.833°   | 인도양           | 아라비아해 |
| 북위 19° 0′ 동경 72° 49′  / 북위 19.000° 동경 72.817°   | 인도             | 마하라슈트라주 - 뭄바이를 통과함 안드라프라데시주 마하슈트라주 차티스가르주 오디샤주 안드라프라데시주 오디샤주 안드라프라데시주 |
| 북위 19° 0′ 동경 84° 43′  / 북위 19.000° 동경 84.717°   | 인도양           | 벵골만 |
| 북위 19° 0′ 동경 93° 43′  / 북위 19.000° 동경 93.717°   | 미얀마           | |
| 북위 19° 0′ 동경 97° 44′  / 북위 19.000° 동경 97.733°   | 태국             | |
| 북위 19° 0′ 동경 101° 19′  / 북위 19.000° 동경 101.317° | 라오스           | |
| 북위 19° 0′ 동경 104° 26′  / 북위 19.000° 동경 104.433° | 베트남           | 약 5km |
| 북위 19° 0′ 동경 104° 29′  / 북위 19.000° 동경 104.483° | 라오스           | 약 2km |
| 북위 19° 0′ 동경 104° 30′  / 북위 19.000° 동경 104.500° | 베트남           | |
| 북위 19° 0′ 동경 105° 37′  / 북위 19.000° 동경 105.617° | 남중국해         | 통킹만 |
| 북위 19° 0′ 동경 108° 39′  / 북위 19.000° 동경 108.650° | 중화인민공화국   | 하이난성 |
| 북위 19° 0′ 동경 110° 31′  / 북위 19.000° 동경 110.517° | 남중국해         | 필리핀 푸가섬과 달루피리섬 사이를 지나감                                                                                        |
| 북위 19° 0′ 동경 121° 54′  / 북위 19.000° 동경 121.900° | 필리핀           | 바부얀 제도 |
| 북위 19° 0′ 동경 121° 57′  / 북위 19.000° 동경 121.950° | 태평양           | 필리핀해 바로 북쪽을 지나감 아그리한섬 북마리아나 제도 이름없는 해역 미국령 군소 제도 웨이크섬 바로 남쪽을 지나감               |
| 북위 19° 0′ 서경 155° 47′  / 북위 19.000° 서경 155.783° | 미국             | 하와이주 하와이섬 |
| 북위 19° 0′ 서경 155° 35′  / 북위 19.000° 서경 155.583° | 태평양           | |
| 북위 19° 0′ 서경 112° 4′  / 북위 19.000° 서경 112.067°  | 멕시코           | 레비야히헤도 제도 로카파르티다섬                                                                                                |
| 북위 19° 0′ 서경 112° 3′  / 북위 19.000° 서경 112.050°  | 태평양           | 멕시코 레비야히헤도 제도 소코로섬 바로 북쪽을 지나감                                                                            |
| 북위 19° 0′ 서경 104° 17′  / 북위 19.000° 서경 104.283° | 멕시코           | |
| 북위 19° 0′ 서경 95° 58′  / 북위 19.000° 서경 95.967°   | 멕시코만         | 캄페체만 |
| 북위 19° 0′ 서경 91° 11′  / 북위 19.000° 서경 91.183°   | 멕시코           | 유카탄반도 |
| 북위 19° 0′ 서경 87° 36′  / 북위 19.000° 서경 87.600°   | 카리브해         | 아이티 고나브섬 바로 북쪽을 지나감                                                                                              |
| 북위 19° 0′ 서경 72° 45′  / 북위 19.000° 서경 72.750°   | 아이티           | |
| 북위 19° 0′ 서경 71° 47′  / 북위 19.000° 서경 71.783°   | 도미니카 공화국  | |
| 북위 19° 0′ 서경 68° 52′  / 북위 19.000° 서경 68.867°   | 대서양           | 영국령 버진아일랜드 애너가다섬 바로 북쪽을 지나감                                                                               |
| 북위 19° 0′ 서경 16° 13′  / 북위 19.000° 서경 16.217°   | 모리타니         | |
| 북위 19° 0′ 서경 5° 53′  / 북위 19.000° 서경 5.883°     | 말리             | |

## 같이 보기
- 북위 18도
- 북위 20도